# Podštirovnik
Podštirovnik (cyr. Подштировник) – wieś w Bośni i Hercegowinie, w Republice Serbskiej, w mieście Trebinje. W 2013 roku liczyła 13 mieszkańców.